# 許春美
許春美（1948年—），出生於屏東縣來義鄉的舊古樓部落，來自排灣lja pacekelje家族，曾祖母sakaljalju是專業織布工作者，幼年由外婆、母親puljingaw及父親許忠義（qebau）學習。1994年許春美回到家鄉成立工作室，向同部落的范陳珠蘭（Tjinuai）學習。於2021年由文化部認定為重要傳統工藝排灣族tjemenun傳統織布保存者。